# Matti Lund Nielsen
Matti Lund Nielsen (Odense, 8 maggio 1988) è un ex calciatore danese, di ruolo centrocampista.

## Carriera

### Club
Ha esordito nel 2007 nell'Odense, successivamente ha giocato una stagione in prestito al Lyngby nella seconda divisione danese. Nel primo gennaio del 2010 si è trasferito al Nordsjælland.
Nel dicembre 2011 effettua un provino con il Pescara, e l'11 gennaio 2012 viene formalizzato il suo ingaggio a titolo definitivo.
Dieci giorni dopo scende in campo per la prima volta nelle file dei biancazzurri contro l'Empoli partendo dall'inizio ed è subito decisivo fornendo l'assist al suo compagno di squadra Lorenzo Insigne per il definitivo 0-2. Realizza il suo primo gol con la maglia pescarese il 20 aprile seguente durante la partita contro il Padova. Il 20 maggio raggiunge con gli abruzzesi la promozione in Serie A, vincendo il campionato cadetto.
Disputa la prima parte del campionato di massima serie con i biancoazzurri, chiudendo il girone d'andata a 20 punti e al quint'ultimo posto. Durante il calciomercato invernale, il 31 gennaio 2013 passa al Verona, club con cui conquista una nuova promozione in Serie A, concludendo il campionato in seconda posizione. In estate, scaduto il prestito agli scaligeri, torna agli abruzzesi, reduci da un disastroso girone di ritorno e dalla retrocessione in Serie B. Rimane a Pescara sino al gennaio del 2015, quando passa in prestito al Perugia sempre tra i cadetti.
Il 3 febbraio 2016 firma un contratto biennale con i norvegesi del Sarpsborg 08, militanti in Eliteserien.
Dopo 3 anni con il Sarpsborg e dopo aver collezionato anche 13 presenze e 1 gol in Europa League nella stagione 2018-2019, il 7 gennaio 2020 torna in Italia trasferendosi alla Reggina in Serie C firmando un contratto che lo lega agli amaranto fino al 30 giugno 2021.
Fa il suo esordio in campionato con la maglia della Reggina il 19 gennaio 2020 in occasione della partita Bisceglie-Reggina vinta dagli ospiti.
Il 22 settembre 2020 viene ceduto alla Pro Vercelli.

### Nazionale
Nel 2011 prende parte con la Nazionale Under-21 danese all'Europeo di categoria.

## Statistiche

### Presenze e reti nei club
Statistiche aggiornate al 29 aprile 2021.
| Stagione            | Squadra             | Campionato          | Campionato | Campionato | Coppe nazionali | Coppe nazionali | Coppe nazionali | Coppe continentali | Coppe continentali | Coppe continentali | Altre coppe | Altre coppe | Altre coppe | Totale | Totale |
| Stagione            | Squadra             | Comp                | Pres       | Reti       | Comp            | Pres            | Reti            | Comp               | Pres               | Reti               | Comp        | Pres        | Reti        | Pres   | Reti   |
| ------------------- | ------------------- | ------------------- | ---------- | ---------- | --------------- | --------------- | --------------- | ------------------ | ------------------ | ------------------ | ----------- | ----------- | ----------- | ------ | ------ |
| 2007-2008           | Odense              | SL                  | 8          | 0          | CD              | 0               | 0               | CU                 | -                  | -                  | -           | -           | -           | 8      | 0      |
| 2008-gen. 2009      | Odense              | SL                  | 1          | 0          | CD              | 0               | 0               | Int                | 2                  | 0                  | -           | -           | -           | 3      | 0      |
| gen.-giu. 2009      | Lyngby              | 1D                  | 24         | 3          | CD              | 2               | 2               | -                  | -                  | -                  | -           | -           | -           | 26     | 5      |
| 2009-2010           | Nordsjælland        | SL                  | 12         | 0          | CD              | 4               | 0               | -                  | -                  | -                  | -           | -           | -           | 16     | 0      |
| 2010-2011           | Nordsjælland        | SL                  | 26         | 7          | CD              | 4               | 0               | UEL                | 2                  | 0                  | -           | -           | -           | 32     | 7      |
| 2011-gen. 2012      | Nordsjælland        | SL                  | 10         | 0          | CD              | 0               | 0               | UEL                | 0                  | 0                  | -           | -           | -           | 10     | 0      |
| Totale Nordsjælland | Totale Nordsjælland | Totale Nordsjælland | 48         | 7          |                 | 8               | 0               |                    | 2                  | 0                  |             |             |             | 58     | 7      |
| gen.-giu. 2012      | Pescara             | B                   | 19         | 3          | CI              | -               | -               | -                  | -                  | -                  | -           | -           | -           | 19     | 3      |
| 2012-gen. 2013      | Pescara             | A                   | 19         | 0          | CI              | 2               | 0               | -                  | -                  | -                  | -           | -           | -           | 21     | 0      |
| gen.-giu. 2013      | Verona              | B                   | 12         | 0          | CI              | 0               | 0               | -                  | -                  | -                  | -           | -           | -           | 12     | 0      |
| 2013-2014           | Pescara             | B                   | 17         | 1          | CI              | 2               | 0               | -                  | -                  | -                  | -           | -           | -           | 19     | 1      |
| 2014- gen. 2015     | Pescara             | B                   | 6          | 0          | CI              | 2               | 0               | -                  | -                  | -                  | -           | -           | -           | 8      | 0      |
| Totale Pescara      | Totale Pescara      | Totale Pescara      | 61         | 4          |                 | 6               | 0               |                    |                    |                    |             |             |             | 67     | 4      |
| gen.-giu. 2015      | Perugia             | B                   | 12         | 0          | CI              | -               | -               | -                  | -                  | -                  | -           | -           | -           | 12     | 0      |
| set. 2015-feb. 2016 | Odense              | SL                  | 2          | 0          | CI              | 1               | 0               | -                  | -                  | -                  | -           | -           | -           | 3      | 0      |
| Totale Odense       | Totale Odense       | Totale Odense       | 11         | 0          |                 | 0               | 0               |                    | 0                  | 0                  |             |             |             | 11     | 0      |
| 2016                | Sarpsborg 08        | ES                  | 28         | 2          | CN              | 5               | 1               | -                  | -                  | -                  | -           | -           | -           | 33     | 3      |
| 2017                | Sarpsborg 08        | ES                  | 27         | 5          | CN              | 4               | 1               | -                  | -                  | -                  | -           | -           | -           | 31     | 6      |
| 2018                | Sarpsborg 08        | ES                  | 24         | 1          | CN              | 0               | 0               | -                  | -                  | -                  | -           | -           | -           | 24     | 5      |
| 2019                | Sarpsborg 08        | ES                  | 26         | 0          | CN              | 0               | 0               | UEL                | 13                 | 1                  | -           | -           | -           | 39     | 1      |
| Totale Sarpsborg 08 | Totale Sarpsborg 08 | Totale Sarpsborg 08 | 105        | 8          |                 | 9               | 2               |                    | 13                 | 1                  |             |             |             | 127    | 11     |
| gen. 2020           | Reggina             | C                   | 8          | 0          | CI              | 0               | 0               | -                  | -                  | -                  | -           | -           | -           | 8      | 0      |
| 2020-2021           | Pro Vercelli        | C                   | 30         | 0          | CI              | 0               | 0               | -                  | -                  | -                  | -           | -           | -           | 30     | 0      |
| Totale carriera     | Totale carriera     | Totale carriera     | 292        | 22         |                 | 25              | 4               |                    | 17                 | 1                  |             |             |             | 334    | 27     |

## Palmarès

### Club

#### Competizioni nazionali
- Coppa di Danimarca: 2

Nordsjælland: 2009-2010, 2010-2011
- Campionato italiano di Serie B: 1

Pescara: 2011-2012
- Serie C: 1

Reggina: 2019-2020 (girone C)